# Campeonato Mundial de Baloncesto Sub-19 de 2019
La decimocuarta edición del Campeonato Mundial de Baloncesto Sub-19 masculino tuvo lugar del 29 de junio al 7 de julio de 2019 en la ciudad de Heraclión en la isla de Creta (Grecia).
El campeón de esta edición fue la selección de baloncesto de Estados Unidos que venció a la selección de Mali por 93-79 en la final, consiguiendo su séptimo título de la competición.

## Clasificados
| Competición                                               | Fecha                           | Sede                   | Plazas | Clasificados                                |
| --------------------------------------------------------- | ------------------------------- | ---------------------- | ------ | ------------------------------------------- |
| País anfitrión                                            | 12 de septembre                 | Suiza                  | 1      | Grecia                                      |
| Campeonato FIBA Américas Sub-18 de 2018                   | 10–16 de junio                  | St. Catharines         | 4      | Estados Unidos Canadá Argentina Puerto Rico |
| Campeonato Europeo de Baloncesto Masculino Sub-18 de 2018 | 28 de julio al 5 de agosto      | Liepāja Riga Ventspils | 5      | Serbia Letonia Francia Rusia Lituania       |
| Campeonato FIBA Asia Sub-18 de 2018                       | 5–11 de agosto                  | Bangkok Nonthaburi     | 4      | Australia Nueva Zelanda China Filipinas     |
| Campeonato FIBA África Sub-18 de 2018                     | 24 de agosto al 2 de septiembre | Bamako                 | 2      | Malí Senegal                                |
| TOTAL                                                     |                                 |                        | 16     |                                             |
| 1. 2.                                                     |                                 |                        |        |                                             |

## Organización
| Heraklion                                                                            | Heraklion                     | Heraklion                        |
| Heraklion Heraclión ciudad sede del Campeonato Mundial de Baloncesto Sub-19 de 2019. |                               |                                  |
| ------------------------------------------------------------------------------------ | ----------------------------- | -------------------------------- |
| Heraklion Heraclión ciudad sede del Campeonato Mundial de Baloncesto Sub-19 de 2019. | Heraklion Indoor Sports Arena | Heraklion University Sports Hall |
| Heraklion Heraclión ciudad sede del Campeonato Mundial de Baloncesto Sub-19 de 2019. | Capacidad: 5222 espectadores  | Capacidad: 1080 espectadores     |
| Heraklion Heraclión ciudad sede del Campeonato Mundial de Baloncesto Sub-19 de 2019. |                               |                                  |

### Sede
El Heraklion Indoor Sports Arena y el Heraklion University Sports Hall albergarán todos los partidos de la fase de grupos y de la fase final. Los complejos cuentan con estadios bajo techo, con capacidades para 5222 y 1080 espectadores respectivamente.

### Sistema de competencia
Fase de grupos
Los dieciséis (16) equipos participantes están divididos en cuatro (4) grupos (A, B, C, y D) compuestos por cuatro (4) equipos cada uno de ellos. Cada equipo jugará contra el resto de equipos de su propio grupo (un total de 3 partidos para cada equipo).
Fase Final
Todos los equipos se clasifican para la ronda de octavos de final, en la cual se enfrentarán de forma cruzada entre los Grupos A, B, C y D (A1 - B4, A2 - B3, etc.). Los ganadores de octavos de final avanzan a la ronda de cuartos de final, mientras que los no clasificados pasarán a jugar los partidos de Clasificación para las posiciones entre 9-16.

## Fase de grupos

### Grupo A
|   | Equipo         | Pts | PG | PP | PF  | PC  | Dif |
| - | -------------- | --- | -- | -- | --- | --- | --- |
| 1 | Estados Unidos | 6   | 3  | 0  | 300 | 213 | 87  |
| 2 | Nueva Zelanda  | 5   | 2  | 1  | 210 | 244 | −34 |
| 3 | Lituania       | 4   | 1  | 2  | 229 | 227 | 2   |
| 4 | Senegal        | 3   | 0  | 3  | 174 | 229 | −55 |

| 29 de junio de 2019 | Senegal                                    | 52–76                                | Lituania                                               | Heraklion                                                                                              |  |
| 17:45               | Parciales: 12–18, 18–18, 8–27, 14–13       | Parciales: 12–18, 18–18, 8–27, 14–13 | Parciales: 12–18, 18–18, 8–27, 14–13                   | |  |
|                     | Estadísticas B. Faye 13 Sylla 10 B. Faye 3 | Reporte Pts Reb Asts                 | Estadísticas 17 Jokubaitis 7 Jarumbauskas 6 Jokubaitis | Pabellón: Heraklion University Sports Hall Árbitros: Guilherme Locatelli Yevgeniy Mikheyev James Boyer |  |

| 29 de junio de 2019 | Estados Unidos                                | 111–71                                | Nueva Zelanda                             | Heraklion                                                                                      |  |
| 20:00               | Parciales: 24–19, 20–16, 32–16, 35–20         | Parciales: 24–19, 20–16, 32–16, 35–20 | Parciales: 24–19, 20–16, 32–16, 35–20     |                                                                                                |  |
|                     | Estadísticas Perry 20 Williams 7 Haliburton 8 | Reporte Pts Reb Asts                  | Estadísticas 14 Moors 6 Darling 6 Cameron | Pabellón: Heraklion University Sports Hall Árbitros: Aleksandar Glišić Yu Jung Carsten Straube |  |

| 30 de junio de 2019 | Lituania                                            | 84–102                                | Estados Unidos                                               | Heraklion |  |
| 17:45               | Parciales: 16–28, 25–23, 19–25, 24–26               | Parciales: 16–28, 25–23, 19–25, 24–26 | Parciales: 16–28, 25–23, 19–25, 24–26                        | |  |
|                     | Estadísticas Venskus 19 Urbonavičius 6 Jokubaitis 8 | Reporte Pts Reb Asts                  | Estadísticas 21 Cunningham, Haliburton 10 Perry 8 Haliburton | Pabellón: Heraklion University Sports Hall Árbitros: Juan José Fernández Markos Michaelides Carlos Andrés Peralta |  |

| 30 de junio de 2019 | Nueva Zelanda                                                           | 66–64                                 | Senegal                                             | Heraklion                                                                                   |  |
| 18:15               | Parciales: 13–15, 12–13, 10–18, 31–18                                   | Parciales: 13–15, 12–13, 10–18, 31–18 | Parciales: 13–15, 12–13, 10–18, 31–18               |                                                                                             |  |
|                     | Estadísticas Perrott-Hunt 14 Darling 13 Oswald, Perrott-Hunt, Cameron 3 | Reporte Pts Reb Asts                  | Estadísticas 18 B. Faye 13 B. Faye 5 Boissy, Diallo | Pabellón: Heraklion Indoor Sports Arena Árbitros: Jorge Vázquez Georgios Poursanidis Ye Nan |  |

| 2 de julio de 2019 | Nueva Zelanda                                | 73–69                                 | Lituania                                          | Heraklion                                                                                       |  |
| 16:00              | Parciales: 18–21, 21–20, 21–15, 13–13        | Parciales: 18–21, 21–20, 21–15, 13–13 | Parciales: 18–21, 21–20, 21–15, 13–13             |                                                                                                 |  |
|                    | Estadísticas Darling 17 Darling 11 Cameron 3 | Reporte Pts Reb Asts                  | Estadísticas 19 Giedraitis 11 Venskus 4 Arlauskas | Pabellón: Heraklion University Sports Hall Árbitros: Aleksandar Glišić Ferdinand Pascual Ye Nan |  |

| 2 de julio de 2019 | Senegal                                           | 58–87                                 | Estados Unidos                                          | Heraklion                                                                                    |  |
| 16:00              | Parciales: 18–23, 17–24, 10–17, 13–23             | Parciales: 18–23, 17–24, 10–17, 13–23 | Parciales: 18–23, 17–24, 10–17, 13–23                   |                                                                                              |  |
|                    | Estadísticas C. Faye 12 Sylla 11 Boissy, Diallo 4 | Reporte Pts Reb Asts                  | Estadísticas 14 Green, Suggs 9 Williams 5 Lewis, Barnes | Pabellón: Heraklion Indoor Sports Arena Árbitros: Yohan Rosso Kim Jong-kuk Kingsley Ojeaburu |  |

### Grupo B
|   | Equipo    | Pts | PG | PP | PF  | PC  | Dif |
| - | --------- | --- | -- | -- | --- | --- | --- |
| 1 | Canadá    | 5   | 2  | 1  | 229 | 223 | 6   |
| 2 | Australia | 5   | 2  | 1  | 239 | 212 | 27  |
| 3 | Malí      | 5   | 2  | 1  | 243 | 231 | 12  |
| 4 | Letonia   | 3   | 0  | 3  | 207 | 252 | −45 |

| 29 de junio de 2019 | Malí                                         | 93–79                                 | Letonia                                    | Heraklion                                                                                             |  |
| 13:15               | Parciales: 22–17, 22–20, 24–12, 25–30        | Parciales: 22–17, 22–20, 24–12, 25–30 | Parciales: 22–17, 22–20, 24–12, 25–30      | |  |
|                     | Estadísticas Coulibaly 22 Drame 13 Diakité 6 | Reporte Pts Reb Asts                  | Estadísticas 21 Kurucs 10 Vīksne 6 Bērziņš | Pabellón: Heraklion University Sports Hall Árbitros: Ferdinand Pascual Boris Krejić Ahmed Al-Shuwaili |  |

| 29 de junio de 2019 | Australia                                      | 76–81                                 | Canadá                                        | Heraklion                                                                                                 |  |
| 15:30               | Parciales: 13–20, 23–26, 22–12, 18–23          | Parciales: 13–20, 23–26, 22–12, 18–23 | Parciales: 13–20, 23–26, 22–12, 18–23         | |  |
|                     | Estadísticas Stattmann 21 Froling 13 Froling 6 | Reporte Pts Reb Asts                  | Estadísticas 23 Lawson, Mane 8 Lawson 5 Brown | Pabellón: Heraklion University Sports Hall Árbitros: Antonio Conde Ruiz Krishna Domínguez Sergiy Zashchuk |  |

| 30 de junio de 2019 | Canadá                                       | 70–71                                 | Malí                                                  | Heraklion                                                                                      |  |
| 13:45               | Parciales: 17–19, 22–14, 11–24, 20–14        | Parciales: 17–19, 22–14, 11–24, 20–14 | Parciales: 17–19, 22–14, 11–24, 20–14                 |                                                                                                |  |
|                     | Estadísticas Ambrose-Hylton 16 Mane 7 Mane 6 | Reporte Pts Reb Asts                  | Estadísticas 22 Kanouté 15 Drame 4 Coulibaly, Kanouté | Pabellón: Heraklion Indoor Sports Arena Árbitros: Aleksandar Glišić Samir Abaakil Kim Jong-kuk |  |

| 30 de junio de 2019 | Letonia                                               | 52–81                               | Australia                                | Heraklion                                                                               |  |
| 16:00               | Parciales: 15–23, 9–23, 14–26, 14–9                   | Parciales: 15–23, 9–23, 14–26, 14–9 | Parciales: 15–23, 9–23, 14–26, 14–9      |                                                                                         |  |
|                     | Estadísticas Kurucs 16 Kurucs, Mežulis 7 Bumeisters 4 | Reporte Pts Reb Asts                | Estadísticas 15 Bowen 10 Bowen 7 Wigness | Pabellón: Heraklion Indoor Sports Arena Árbitros: Yohan Rosso Yu Jung Yevgeniy Mikheyev |  |

| 2 de julio de 2019 | Canadá                                  | 78–76                                 | Letonia                                      | Heraklion                                                                                                |  |
| 18:15              | Parciales: 18–15, 18–14, 22–19, 20–28   | Parciales: 18–15, 18–14, 22–19, 20–28 | Parciales: 18–15, 18–14, 22–19, 20–28        | |  |
|                    | Estadísticas Samuel 22 Samuel 17 Mane 5 | Reporte Pts Reb Asts                  | Estadísticas 22 Kurucs 8 Šteinbergs 7 Kurucs | Pabellón: Heraklion Indoor Sports Arena Árbitros: Jorge Vázquez Markos Michaelides Carlos Andrés Peralta |  |

| 2 de julio de 2019 | Malí                                            | 79–82                                 | Australia                                              | Heraklion |  |
| 18:15              | Parciales: 12–20, 16–13, 21–27, 30–22           | Parciales: 12–20, 16–13, 21–27, 30–22 | Parciales: 12–20, 16–13, 21–27, 30–22                  | |  |
|                    | Estadísticas Ballo 20 Ballo, Drame 7 Kanouté 10 | Reporte Pts Reb Asts                  | Estadísticas 25 MacDonald 10 Leaupepe 5 Lee, MacDonald | Pabellón: Heraklion University Sports Hall Árbitros: Juan José Fernández Georgios Poursanidis Carsten Straube |  |

### Grupo C
|   | Equipo    | Pts | PG | PP | PF  | PC  | Dif |
| - | --------- | --- | -- | -- | --- | --- | --- |
| 1 | Argentina | 6   | 3  | 0  | 236 | 224 | 12  |
| 2 | Rusia     | 5   | 2  | 1  | 259 | 225 | 34  |
| 3 | Grecia    | 4   | 1  | 2  | 228 | 225 | 3   |
| 4 | Filipinas | 3   | 0  | 3  | 205 | 254 | −49 |

| 29 de junio de 2019 | Argentina                                          | 86–84                                              | Rusia                                              | Heraklion                                                                                     |  |
| 18:15               | Parciales: 22–19, 12–18, 26–16, 16–23 (T.E.: 10–8) | Parciales: 22–19, 12–18, 26–16, 16–23 (T.E.: 10–8) | Parciales: 22–19, 12–18, 26–16, 16–23 (T.E.: 10–8) |                                                                                               |  |
|                     | Estadísticas Caffaro 17 Marcos 7 Marcos 6          | Reporte Pts Reb Asts                               | Estadísticas 22 Ershov 14 Kadoshnikov 5 Konovalov  | Pabellón: Heraklion Indoor Sports Arena Árbitros: Yohan Rosso Matthew Myers Nicolas Fernandes |  |

| 29 de junio de 2019 | Grecia                                               | 85–69                                 | Filipinas                                            | Heraklion                                                                                            |  |
| 20:30               | Parciales: 20–27, 22–14, 21–16, 22–12                | Parciales: 20–27, 22–14, 21–16, 22–12 | Parciales: 20–27, 22–14, 21–16, 22–12                | |  |
|                     | Estadísticas Arsenopoulos 18 Sotiriou 9 Karampelas 6 | Reporte Pts Reb Asts                  | Estadísticas 13 Abadiano, Sotto 10 Sotto 4 Ildefonso | Pabellón: Heraklion Indoor Sports Arena Árbitros: Jorge Vázquez Matthew Kallio Carlos Andrés Peralta |  |

| 30 de junio de 2019 | Filipinas                                      | 72–77                                 | Argentina                                  | Heraklion                                                                                     |  |
| 20:00               | Parciales: 15–22, 17–17, 19–19, 21–19          | Parciales: 15–22, 17–17, 19–19, 21–19 | Parciales: 15–22, 17–17, 19–19, 21–19      |                                                                                               |  |
|                     | Estadísticas Ildefonso 22 Ildefonso 10 Oczon 3 | Reporte Pts Reb Asts                  | Estadísticas 18 Giordano 7 Caffaro 5 Reyes | Pabellón: Heraklion University Sports Hall Árbitros: Tolga Sahin Boris Krejić Sergiy Zashchuk |  |

| 30 de junio de 2019 | Rusia                                                           | 83–75                                 | Grecia                                                                       | Heraklion                                                                                                |  |
| 20:30               | Parciales: 31–15, 18–19, 13–14, 21–27                           | Parciales: 31–15, 18–19, 13–14, 21–27 | Parciales: 31–15, 18–19, 13–14, 21–27                                        | |  |
|                     | Estadísticas Mikhailovskii 20 Mikhailovskii 13 Mikhailovskii 12 | Reporte Pts Reb Asts                  | Estadísticas 28 Rogkavopoulos 5 Sotiriou, Koloveros, Arnokouros 4 Karampelas | Pabellón: Heraklion Indoor Sports Arena Árbitros: Guilherme Locatelli Ademir Zurapović Krishna Domínguez |  |

| 2 de julio de 2019 | Argentina                                   | 73–68                                | Grecia                                               | Heraklion                                                                                   |  |
| 20:30              | Parciales: 9–13, 17–22, 22–16, 25–17        | Parciales: 9–13, 17–22, 22–16, 25–17 | Parciales: 9–13, 17–22, 22–16, 25–17                 |                                                                                             |  |
|                    | Estadísticas Marcos 17 Caffaro 10 Bolmaro 3 | Reporte Pts Reb Asts                 | Estadísticas 20 Arsenopoulos 7 Sotiriou 4 Karampelas | Pabellón: Heraklion Indoor Sports Arena Árbitros: Antonio Conde Ruiz Matthew Kallio Yu Jung |  |

| 2 de julio de 2019 | Filipinas                                            | 64–92                                 | Rusia                                               | Heraklion                                                                                                 |  |
| 20:30              | Parciales: 15–28, 15–21, 20–23, 14–20                | Parciales: 15–28, 15–21, 20–23, 14–20 | Parciales: 15–28, 15–21, 20–23, 14–20               | |  |
|                    | Estadísticas Ildefonso, Sotto 14 Sotto 7 Ildefonso 5 | Reporte Pts Reb Asts                  | Estadísticas 21 Ershov 10 Mikhailovskii 5 Konovalov | Pabellón: Heraklion University Sports Hall Árbitros: Ademir Zurapović Yevgeniy Mikheyev Ahmed Al-Shuwaili |  |

### Grupo D
|   | Equipo      | Pts | PG | PP | PF  | PC  | Dif  |
| - | ----------- | --- | -- | -- | --- | --- | ---- |
| 1 | Serbia      | 6   | 3  | 0  | 266 | 207 | 59   |
| 2 | Francia     | 5   | 2  | 1  | 286 | 209 | 77   |
| 3 | China       | 4   | 1  | 2  | 212 | 319 | −107 |
| 4 | Puerto Rico | 3   | 0  | 3  | 236 | 265 | −29  |

| 29 de junio de 2019 | China                                 | 57–106                                | Serbia                                     | Heraklion                                                                                   |  |
| 13:45               | Parciales: 18–26, 16–27, 13–32, 10–21 | Parciales: 18–26, 16–27, 13–32, 10–21 | Parciales: 18–26, 16–27, 13–32, 10–21      |                                                                                             |  |
|                     | Estadísticas Guo 29 Guo 4 Guo, Shi 3  | Reporte Pts Reb Asts                  | Estadísticas 23 Petrušev 13 Ilić 4 Mićović | Pabellón: Heraklion Indoor Sports Arena Árbitros: Tolga Sahin Scott Beker Kingsley Ojeaburu |  |

| 29 de junio de 2019 | Puerto Rico                                      | 68–91                                 | Francia                                         | Heraklion                                                                                            |  |
| 16:00               | Parciales: 25–24, 21–29, 11–20, 11–18            | Parciales: 25–24, 21–29, 11–20, 11–18 | Parciales: 25–24, 21–29, 11–20, 11–18           | |  |
|                     | Estadísticas Pérez 13 Torres 7 Santiago, Pérez 4 | Reporte Pts Reb Asts                  | Estadísticas 26 Ayayi 10 Dossou-Yovo 6 Dimanche | Pabellón: Heraklion Indoor Sports Arena Árbitros: Ademir Zurapović Juan José Fernández Samir Abaakil |  |

| 30 de junio de 2019 | Francia                                      | 119–56                               | China                                | Heraklion                                                                                          |  |
| 13:15               | Parciales: 24–12, 35–13, 28–9, 32–22         | Parciales: 24–12, 35–13, 28–9, 32–22 | Parciales: 24–12, 35–13, 28–9, 32–22 | |  |
|                     | Estadísticas Makoundou 17 Ayayi 6 Robineau 9 | Reporte Pts Reb Asts                 | Estadísticas 12 Jiao 7 Jiao 3 Guo    | Pabellón: Heraklion University Sports Hall Árbitros: Ferdinand Pascual James Boyer Carsten Straube |  |

| 30 de junio de 2019 | Serbia                                                      | 75–74                                 | Puerto Rico                                   | Heraklion                                                                                            |  |
| 15:30               | Parciales: 27–12, 16–28, 21–16, 11–18                       | Parciales: 27–12, 16–28, 21–16, 11–18 | Parciales: 27–12, 16–28, 21–16, 11–18         | |  |
|                     | Estadísticas Petrušev 23 Pecarski 14 Paunović, Trifunović 5 | Reporte Pts Reb Asts                  | Estadísticas 22 Strawther 7 Torres 8 Santiago | Pabellón: Heraklion University Sports Hall Árbitros: Antonio Conde Ruiz Matthew Kallio Matthew Myers |  |

| 2 de julio de 2019 | China                                 | 99–94                                 | Puerto Rico                                   | Heraklion                                                                                         |  |
| 13:45              | Parciales: 21–17, 23–22, 26–33, 29–22 | Parciales: 21–17, 23–22, 26–33, 29–22 | Parciales: 21–17, 23–22, 26–33, 29–22         |                                                                                                   |  |
|                    | Estadísticas Guo 34 Guo 11 Guo 11     | Reporte Pts Reb Asts                  | Estadísticas 35 Strawther 9 Torres 13 Curbelo | Pabellón: Heraklion University Sports Hall Árbitros: Matthew Myers Krishna Domínguez Boris Krejić |  |

| 2 de julio de 2019 | Francia                                    | 76–85                                 | Serbia                                                      | Heraklion                                                                                         |  |
| 13:45              | Parciales: 22–26, 14–20, 24–18, 16–21      | Parciales: 22–26, 14–20, 24–18, 16–21 | Parciales: 22–26, 14–20, 24–18, 16–21                       |                                                                                                   |  |
|                    | Estadísticas Ayayi 33 Léopold 6 Dimanche 5 | Reporte Pts Reb Asts                  | Estadísticas 28 Pecarski 13 Petrušev 4 Cerovina, Trifunović | Pabellón: Heraklion Indoor Sports Arena Árbitros: Guilherme Locatelli Sergiy Zashchuk Scott Beker |  |

## Fase final

### Cuadro final
|  | Octavos de final | Octavos de final |                |     | Cuartos de final       | Cuartos de final       |            |            | Semifinales | Semifinales |  |  | Final | Final |
|  |                  |                  |                |     |                        |                        |            |            |             |             |  |  |       |       |
|  | 3 de julio       |                  |                |     |                        |                        |            |            |             |             |  |  |       |       |
|  |                  |                  |                |     |                        |                        |            |            |             |             |  |  |       |       |
|  | Estados Unidos   | 116              |                |     |                        |                        |            |            |             |             |  |  |       |       |
|  | Estados Unidos   | 116              | 5 de julio     |     |                        |                        |            |            |             |             |  |  |       |       |
|  | Letonia          | 66               |                |     |                        |                        |            |            |             |             |  |  |       |       |
|  | Letonia          | 66               | Estados Unidos | 95  |                        |                        |            |            |             |             |  |  |       |       |
|  | 3 de julio       |                  | Estados Unidos | 95  |                        |                        |            |            |             |             |  |  |       |       |
|  |                  | Rusia            | 80             |     |                        |                        |            |            |             |             |  |  |       |       |
|  | Rusia            | Rusia            | 80             | 96  |                        |                        |            |            |             |             |  |  |       |       |
|  | Rusia            |                  | 6 de julio     | 96  |                        |                        |            |            |             |             |  |  |       |       |
|  | China            | 83               |                |     |                        |                        |            |            |             |             |  |  |       |       |
|  | China            | 83               | Estados Unidos | 102 |                        |                        |            |            |             |             |  |  |       |       |
|  | 3 de julio       |                  | Estados Unidos | 102 |                        |                        |            |            |             |             |  |  |       |       |
|  |                  | Lituania         | 67             |     |                        |                        |            |            |             |             |  |  |       |       |
|  | Lituania         | Lituania         | 67             | 91  |                        |                        |            |            |             |             |  |  |       |       |
|  | Lituania         | 5 de julio       |                | 91  |                        |                        |            |            |             |             |  |  |       |       |
|  | Australia        | 74               |                |     |                        |                        |            |            |             |             |  |  |       |       |
|  | Australia        | 74               | Lituania       | 92  |                        |                        |            |            |             |             |  |  |       |       |
|  | 3 de julio       |                  | Lituania       | 92  |                        |                        |            |            |             |             |  |  |       |       |
|  |                  | Serbia           | 85             |     |                        |                        |            |            |             |             |  |  |       |       |
|  | Filipinas        | Serbia           | 85             | 60  |                        |                        |            |            |             |             |  |  |       |       |
|  | Filipinas        |                  | 7 de julio     | 60  |                        |                        |            |            |             |             |  |  |       |       |
|  | Serbia           | 87               |                |     |                        |                        |            |            |             |             |  |  |       |       |
|  | Serbia           | 87               | Estados Unidos | 93  |                        |                        |            |            |             |             |  |  |       |       |
|  | 3 de julio       |                  | Estados Unidos | 93  |                        |                        |            |            |             |             |  |  |       |       |
|  |                  | Malí             | 79             |     |                        |                        |            |            |             |             |  |  |       |       |
|  | Nueva Zelanda    | Malí             | 79             | 62  |                        |                        |            |            |             |             |  |  |       |       |
|  | Nueva Zelanda    | 5 de julio       |                | 62  |                        |                        |            |            |             |             |  |  |       |       |
|  | Malí             | 77               |                |     |                        |                        |            |            |             |             |  |  |       |       |
|  | Malí             | 77               | Malí           | 84  |                        |                        |            |            |             |             |  |  |       |       |
|  | 3 de julio       |                  | Malí           | 84  |                        |                        |            |            |             |             |  |  |       |       |
|  |                  | Puerto Rico      | 74             |     |                        |                        |            |            |             |             |  |  |       |       |
|  | Argentina        | Puerto Rico      | 74             | 57  |                        |                        |            |            |             |             |  |  |       |       |
|  | Argentina        |                  | 6 de julio     | 57  |                        |                        |            |            |             |             |  |  |       |       |
|  | Puerto Rico      | 77               |                |     |                        |                        |            |            |             |             |  |  |       |       |
|  | Puerto Rico      | 77               | Malí           | 76  |                        |                        |            |            |             |             |  |  |       |       |
|  | 3 de julio       |                  | Malí           | 76  |                        |                        |            |            |             |             |  |  |       |       |
|  |                  | Francia          | 73             |     | Tercer y cuarto puesto | Tercer y cuarto puesto |            |            |             |             |  |  |       |       |
|  | Senegal          | Francia          | 73             | 79  | Tercer y cuarto puesto | Tercer y cuarto puesto |            |            |             |             |  |  |       |       |
|  | Senegal          | 5 de julio       | 5 de julio     | 79  |                        |                        | 7 de julio | 7 de julio |             |             |  |  |       |       |
|  | Canadá           | 5 de julio       | 5 de julio     | 90  |                        |                        | 7 de julio | 7 de julio |             |             |  |  |       |       |
|  | Canadá           | Canadá           | 80             | 90  | Lituania               | 68                     |            |            |             |             |  |  |       |       |
|  | 3 de julio       | Canadá           | 80             |     | Lituania               | 68                     |            |            |             |             |  |  |       |       |
|  |                  | Francia          | 85             |     | Francia                | 73                     |            |            |             |             |  |  |       |       |
|  | Grecia           | Francia          | 85             | 46  | Francia                | 73                     |            |            |             |             |  |  |       |       |
|  | Grecia           |                  |                | 46  |                        |                        |            |            |             |             |  |  |       |       |
|  | Francia          | 77               |                |     |                        |                        |            |            |             |             |  |  |       |       |
|  | Francia          | 77               |                |     |                        |                        |            |            |             |             |  |  |       |       |

#### Octavos de final
| 3 de julio de 2019 | Estados Unidos                                               | 116–66                               | Letonia                                                           | Heraklion                                                                                               |  |
| 13:15              | Parciales: 30–15, 29–16, 36–7, 21–28                         | Parciales: 30–15, 29–16, 36–7, 21–28 | Parciales: 30–15, 29–16, 36–7, 21–28                              | |  |
|                    | Estadísticas Robinson, Williams 17 Williams 12 Cunningham 10 | Reporte Pts Reb Asts                 | Estadísticas 14 Berkis 6 Veveris, Berkis, Bumeisters 7 Bumeisters | Pabellón: Heraklion University Sports Hall Árbitros: Ademir Zurapović Carsten Straube Nicolas Fernandes |  |

| 3 de julio de 2019 | Nueva Zelanda                                                      | 62–77                                 | Malí                                                              | Heraklion                                                                                              |  |
| 13:45              | Parciales: 19–24, 10–16, 18–21, 15–16                              | Parciales: 19–24, 10–16, 18–21, 15–16 | Parciales: 19–24, 10–16, 18–21, 15–16                             | |  |
|                    | Estadísticas Mennenga 13 Mennenga, Moors, Cameron 7 Perrott-Hunt 4 | Reporte Pts Reb Asts                  | Estadísticas 15 Ballo 17 Ballo 3 Kanoute, Drame, Ballo, Coulibaly | Pabellón: Heraklion Indoor Sports Arena Árbitros: Guilherme Locatelli Markos Michaelides Samir Abaakil |  |

| 3 de julio de 2019 | Rusia                                                   | 96–83                                 | China                                 | Heraklion                                                                                      |  |
| 15:30              | Parciales: 29–24, 25–11, 20–24, 22–24                   | Parciales: 29–24, 25–11, 20–24, 22–24 | Parciales: 29–24, 25–11, 20–24, 22–24 |                                                                                                |  |
|                    | Estadísticas Ershov 19 Dolinin 7 Ershov, Kvitkovskikh 5 | Reporte Pts Reb Asts                  | Estadísticas 18 Guo 6 Guo, Xu 5 Xu    | Pabellón: Heraklion University Sports Hall Árbitros: Ferdinand Pascual Scott Beker James Boyer |  |

| 3 de julio de 2019 | Argentina                                     | 57–77                                | Puerto Rico                                         | Heraklion                                                                                       |  |
| 16:00              | Parciales: 17–9, 10–17, 10–16, 20–35          | Parciales: 17–9, 10–17, 10–16, 20–35 | Parciales: 17–9, 10–17, 10–16, 20–35                |                                                                                                 |  |
|                    | Estadísticas Ruesga 13 Caffaro 15 Farabello 4 | Reporte Pts Reb Asts                 | Estadísticas 19 Pérez 10 Strawther 4 Curbelo, Pérez | Pabellón: Heraklion Indoor Sports Arena Árbitros: Yohan Rosso Krishna Domínguez Sergiy Zashchuk |  |

| 3 de julio de 2019 | Lituania                                                        | 91–74                                 | Australia                                   | Heraklion                                                                                     |  |
| 17:45              | Parciales: 20–11, 13–10, 23–28, 35–25                           | Parciales: 20–11, 13–10, 23–28, 35–25 | Parciales: 20–11, 13–10, 23–28, 35–25       |                                                                                               |  |
|                    | Estadísticas Venskus 20 Metrikis, Venskus 7 Jokubaitis, Vilys 6 | Reporte Pts Reb Asts                  | Estadísticas 17 Froling 8 Froling 4 Wigness | Pabellón: Heraklion University Sports Hall Árbitros: Matthew Kallio Boris Krejić Kim Jong-kuk |  |

| 3 de julio de 2019 | Filipinas                                 | 60–87                                 | Serbia                                      | Heraklion                                                                                            |  |
| 18:15              | Parciales: 14–19, 14–24, 14–21, 18–23     | Parciales: 14–19, 14–24, 14–21, 18–23 | Parciales: 14–19, 14–24, 14–21, 18–23       | |  |
|                    | Estadísticas Ildefonso 18 Sotto 8 Sotto 3 | Reporte Pts Reb Asts                  | Estadísticas 21 Pecarski 10 Ilić 8 Paunović | Pabellón: Heraklion Indoor Sports Arena Árbitros: Antonio Conde Ruiz Matthew Myers Ahmed Al-Shuwaili |  |

| 3 de julio de 2019 | Senegal                                     | 79–90                                 | Canadá                                           | Heraklion                                                                                |  |
| 20:00              | Parciales: 18–23, 20–17, 18–30, 23–20       | Parciales: 18–23, 20–17, 18–30, 23–20 | Parciales: 18–23, 20–17, 18–30, 23–20            |                                                                                          |  |
|                    | Estadísticas B. Faye 30 B. Faye 15 Boissy 5 | Reporte Pts Reb Asts                  | Estadísticas 30 Lawson 8 Samuel 4 Squire, Lawson | Pabellón: Heraklion University Sports Hall Árbitros: Yu Jung Georgios Poursanidis Ye Nan |  |

| 3 de julio de 2019 | Grecia                                                                        | 46–77                                 | Francia                                      | Heraklion                                                                                             |  |
| 20:30              | Parciales: 14–18, 10–18, 10–20, 12–21                                         | Parciales: 14–18, 10–18, 10–20, 12–21 | Parciales: 14–18, 10–18, 10–20, 12–21        | |  |
|                    | Estadísticas Sotiriou 12 Sotiriou, Rogkavopoulos, Arnokouros 7 Arsenopoulos 3 | Reporte Pts Reb Asts                  | Estadísticas 13 Niasse 8 Dimanche 5 Dimanche | Pabellón: Heraklion Indoor Sports Arena Árbitros: Jorge Vázquez Aleksandar Glišić Juan José Fernández |  |

#### Cuartos de final
| 5 de julio de 2019 | Malí                                         | 84–74                                 | Puerto Rico                                    | Heraklion                                                                                                |  |
| 13:00              | Parciales: 15–21, 22–12, 22–12, 25–29        | Parciales: 15–21, 22–12, 22–12, 25–29 | Parciales: 15–21, 22–12, 22–12, 25–29          | |  |
|                    | Estadísticas F. Drame 22 Ballo 17 H. Drame 5 | Reporte Pts Reb Asts                  | Estadísticas Rosa 21 Torres 9 Curbelo, Rolon 4 | Pabellón: Heraklion Indoor Sports Arena, Heraklion Árbitros: Guilherme Locatelli Scott Beker James Boyer |  |

| 5 de julio de 2019 | Lituania                                           | 92–85                                              | Serbia                                             | Heraklion |  |
| 15:30              | Parciales: 28–20, 11–19, 22–21, 16–17 (T.E.: 15–8) | Parciales: 28–20, 11–19, 22–21, 16–17 (T.E.: 15–8) | Parciales: 28–20, 11–19, 22–21, 16–17 (T.E.: 15–8) | |  |
|                    | Estadísticas Jokubaitis 21 Venskus 7 Jokubaitis 10 | Reporte Pts Reb Asts                               | Estadísticas Pecarski 25 Pecarski 11 Petrušev 5    | Pabellón: Heraklion Indoor Sports Arena, Heraklion Árbitros: Yohan Rosso Ferdinand Pascual Georgios Poursanidis |  |

| 5 de julio de 2019 | Estados Unidos                                            | 95–80                                 | Rusia                                                      | Heraklion                                                                                               |  |
| 18:00              | Parciales: 19–10, 32–17, 17–30, 27–23                     | Parciales: 19–10, 32–17, 17–30, 27–23 | Parciales: 19–10, 32–17, 17–30, 27–23                      | |  |
|                    | Estadísticas Perry 28 Perry, Robinson-Earl 8 Cunningham 9 | Reporte Pts Reb Asts                  | Estadísticas Vedishchev 24 Mikhailovskii 9 Mikhailovskii 6 | Pabellón: Heraklion Indoor Sports Arena, Heraklion Árbitros: Antonio Conde Ruiz Yu Jung Carsten Straube |  |

| 5 de julio de 2019 | Canadá                                             | 80–85                                 | Francia                               | Heraklion |  |
| 20:30              | Parciales: 22–25, 22–22, 17–18, 19–20              | Parciales: 22–25, 22–22, 17–18, 19–20 | Parciales: 22–25, 22–22, 17–18, 19–20 | |  |
|                    | Estadísticas Lawson, Samuel 14 Bediako 10 Lawson 4 | Boxscore Pts Reb Asts                 | Estadísticas Ayayi 25 Ayayi 8 Ayayi 7 | Pabellón: Heraklion Indoor Sports Arena, Heraklion Árbitros: Juan José Fernández Ademir Zurapović Ahmed Al-Shuwaili |  |

#### Semifinales
| 6 de julio de 2019 | Malí                                                         | 76–73                | Francia                                                   | Heraklion |  |
|                    | Parciales: 13–19, 26–14, 22–22, 15–18                        |                      |                                                           | |  |
|                    | Estadísticas Ballo, F. Drame 17 Ballo, F. Drame 11 Kanouté 6 | Reporte Pts Reb Asts | Estadísticas Dossou-Yovo 18 Dimanche 10 Ayayi, Dimanche 5 | Pabellón: Heraklion Indoor Sports Arena, Heraklion Árbitros: Yu Jung (TPE), Krishna Domínguez (MEX), Matthew Kallio (CAN) |  |

| 6 de julio de 2019 | Estados Unidos                              | 102–67               | Lituania                                                         | Heraklion |  |
|                    | Parciales: 25–14, 19–18, 31–16, 27–19       |                      |                                                                  | |  |
|                    | Estadísticas Green 18 Perry 14 Haliburton 7 | Reporte Pts Reb Asts | Estadísticas Ramanauskas 10 Bergaudas, Jokubaitis 5 Giedraitis 4 | Pabellón: Heraklion Indoor Sports Arena, Heraklion Árbitros: Guilherme Locatelli (BRA), Aleksandar Glišić (SRB), Boris Krejič (SLO) |  |

#### Partido por la medalla de bronce
| 7 de julio de 2019 | Lituania                                                  | 68–73                | Francia                                            | Heraklion |  |
|                    | Parciales: 13–18, 10–16, 23–15, 22–24                     |                      |                                                    | |  |
|                    | Estadísticas Metrikis 23 Venskus 13 Jokubaitis, Venskus 4 | Reporte Pts Reb Asts | Estadísticas Ayayi 33 Dossou-Yovo 10 Dossou-Yovo 3 | Pabellón: Heraklion Indoor Sports Arena, Heraklion Árbitros: Jorge Vázquez (PUR), Ademir Zurapović (BIH), Ahmed Al-Shuwaili (IRQ) |  |

#### Final
| 7 de julio de 2019 | Estados Unidos                                      | 93–79                | Malí                                                               | Heraklion |  |
|                    | Parciales: 20–22, 22–18, 31–15, 20–24               |                      |                                                                    | |  |
|                    | Estadísticas Cunningham 21 Likekele 10 Haliburton 8 | Reporte Pts Reb Asts | Estadísticas Coulibaly, H. Drame 17 H. Drame 9 H. Drame, Kanouté 4 | Pabellón: Heraklion Indoor Sports Arena, Heraklion Árbitros: Antonio Conde (ESP), Juan Fernández (ARG), Yu Jung (TPE) |  |

| Bandera de Estados Unidos        |
| Campeón Estados Unidos 7° título |

### Cuadro por el 5.º-8.º lugar
|  | Semifinales 5º-8º | Semifinales 5º-8º |    |            | Partido 5.º lugar | Partido 5.º lugar |  |
|  |                   |                   |    |            |                   |                   |  |
|  |                   |                   |    |            |                   |                   |  |
|  | 6 de julio        |                   |    |            |                   |                   |  |
|  | Rusia             | 83                |    |            |                   |                   |  |
|  | Serbia            | 79                |    |            |                   |                   |  |
|  |                   |                   |    |            |                   |                   |  |
|  |                   |                   |    |            | 7 de julio        |                   |  |
|  |                   |                   |    |            | Rusia             | 77                |  |
|  |                   | Puerto Rico       | 74 |            |                   |                   |  |
|  |                   |                   |    |            |                   |                   |  |
|  |                   |                   |    |            |                   |                   |  |
|  |                   |                   |    |            | Partido 7.º lugar |                   |  |
|  | 6 de julio        | 6 de julio        |    | 7 de julio | 7 de julio        |                   |  |
|  | Puerto Rico       | 98                |    | Serbia     | 110               |                   |  |
|  | Canadá            | 81                |    |            | Canadá            | 92                |  |

#### Semifinales del 5.º–8.º lugar
| 6 de julio de 2019 | Rusia                                                     | 83–79                | Serbia                                            | Heraklion |  |
|                    | Parciales: 23–17, 14–27, 19–17, 27–18                     |                      |                                                   | |  |
|                    | Estadísticas Vedishchev 22 Ershov, Petenev 6 Vedishchev 9 | Reporte Pts Reb Asts | Estadísticas Pecarski 25 Ilić 14 Cerovina, Ilić 5 | Pabellón: Heraklion Indoor Sports Arena, Heraklion Árbitros: Juan Fernández (ARG), Yevgeniy Mikheyev (KAZ), Ahmed Al-Shuwaili (IRQ) |  |

| 6 de julio de 2019 | Puerto Rico                                | 98–81                | Canadá                                 | Heraklion |  |
|                    | Parciales: 30–19, 17–28, 26–19, 25–15      |                      |                                        | |  |
|                    | Estadísticas Curbelo 24 Torres 13 Torres 7 | Reporte Pts Reb Asts | Estadísticas Mane 14 Bediako 7 Brown 4 | Pabellón: Heraklion Indoor Sports Arena, Heraklion Árbitros: Yohan Rosso (FRA), Carsten Straube (GER), Ye Nan (CHN) |  |

#### Partido por el 7.º lugar
| 7 de julio de 2019 | Serbia                                     | 110–92               | Canadá                                  | Heraklion |  |
|                    | Parciales: 28–20, 37–27, 26–20, 19–25      |                      |                                         | |  |
|                    | Estadísticas Petrušev 25 Ilić 10 Mićović 8 | Reporte Pts Reb Asts | Estadísticas Lawson 23 Neath 4 Lawson 6 | Pabellón: Heraklion University Sports Hall, Heraklion Árbitros: Guilherme Locatelli (BRA), Scott Beker (AUS), Carsten Straube (GER) |  |

#### Partido por el 5.º lugar
| 7 de julio de 2019 | Rusia                                                     | 77–74                | Puerto Rico                                      | Heraklion |  |
|                    | Parciales: 17–26, 20–9, 23–18, 17–21                      |                      |                                                  | |  |
|                    | Estadísticas Vedishchev 22 Kadoshnikov 15 Mikhailovskii 5 | Reporte Pts Reb Asts | Estadísticas Strawther 40 Strawther 10 Curbelo 8 | Pabellón: Heraklion Indoor Sports Arena, Heraklion Árbitros: Aleksandar Glišić (SRB), Kim Jong-kuk (KOR), Ye Nan (CHN) |  |

### Cuadro por el 9.º-16.º lugar
|  | Partido 13..eɽ lugar | Partido 13..eɽ lugar |               |       | Semifinales 13.º-16.º | Semifinales 13.º-16.º |            |            | Cuartos de final 9.º-16.º | Cuartos de final 9.º-16.º |           |         | Semifinales 9.º-12.º | Semifinales 9.º-12.º |  |  | Partido 9.º lugar | Partido 9.º lugar |
|  |                      |                      |               |       |                       |                       |            |            |                           |                           |           |         |                      |                      |  |  |                   |                   |
|  |                      |                      |               |       |                       |                       |            |            | 5 de julio                |                           |           |         |                      |                      |  |  |                   |                   |
|  |                      |                      |               |       |                       |                       |            |            |                           |                           |           |         |                      |                      |  |  |                   |                   |
|  | 7 de julio           | 7 de julio           |               |       | 6 de julio            | 6 de julio            |            |            | Letonia                   | 87                        |           |         | 6 de julio           | 6 de julio           |  |  | 7 de julio        | 7 de julio        |
|  | 7 de julio           | 7 de julio           |               |       | 6 de julio            | 6 de julio            |            |            | Letonia                   | 87                        |           |         | 6 de julio           | 6 de julio           |  |  | 7 de julio        | 7 de julio        |
|  | 7 de julio           | 7 de julio           |               |       | 6 de julio            | 6 de julio            | China      | 84         |                           |                           |           |         | 6 de julio           | 6 de julio           |  |  | 7 de julio        | 7 de julio        |
|  | 7 de julio           | 7 de julio           |               | China | 72                    |                       | China      | 84         |                           |                           |           | Letonia | 80                   |                      |  |  | 7 de julio        | 7 de julio        |
|  | 7 de julio           | 7 de julio           | 5 de julio    | China | 72                    |                       |            |            |                           |                           |           | Letonia | 80                   |                      |  |  | 7 de julio        | 7 de julio        |
|  | 7 de julio           | 7 de julio           |               |       | Filipinas             | 86                    |            |            | Australia                 | 94                        |           |         |                      |                      |  |  | 7 de julio        | 7 de julio        |
|  | 7 de julio           | 7 de julio           | Australia     | 82    | Filipinas             | 86                    |            |            | Australia                 | 94                        |           |         |                      |                      |  |  | 7 de julio        | 7 de julio        |
|  | 7 de julio           | 7 de julio           | Australia     | 82    |                       |                       |            |            |                           |                           |           |         |                      |                      |  |  | 7 de julio        | 7 de julio        |
|  | 7 de julio           | 7 de julio           |               |       | Filipinas             | 60                    |            |            |                           |                           |           |         |                      |                      |  |  | 7 de julio        | 7 de julio        |
|  | Filipinas            | 70                   |               |       | Filipinas             | 60                    | Australia  | 71         |                           |                           |           |         |                      |                      |  |  |                   |                   |
|  | Filipinas            | 70                   | 5 de julio    |       |                       |                       | Australia  | 71         |                           |                           |           |         |                      |                      |  |  |                   |                   |
|  | Nueva Zelanda        | 76                   |               |       | Grecia                | 52                    |            |            |                           |                           |           |         |                      |                      |  |  |                   |                   |
|  | Nueva Zelanda        | 76                   | Nueva Zelanda | 79    | Grecia                | 52                    |            |            |                           |                           |           |         |                      |                      |  |  |                   |                   |
|  |                      |                      | Nueva Zelanda | 79    | 6 de julio            | 6 de julio            | 6 de julio | 6 de julio |                           |                           |           |         |                      |                      |  |  |                   |                   |
|  |                      |                      | Argentina     | 84    | 6 de julio            | 6 de julio            | 6 de julio | 6 de julio |                           |                           |           |         |                      |                      |  |  |                   |                   |
|  | Partido 15.º lugar   | Partido 15.º lugar   | Argentina     | 84    | Nueva Zelanda         | 87                    |            |            |                           |                           | Argentina | 66      | Partido 11.º lugar   | Partido 11.º lugar   |  |  |                   |                   |
|  | Partido 15.º lugar   | Partido 15.º lugar   | 5 de julio    |       | Nueva Zelanda         | 87                    |            |            |                           |                           | Argentina | 66      | Partido 11.º lugar   | Partido 11.º lugar   |  |  |                   |                   |
|  | 7 de julio           | 7 de julio           |               |       | Senegal               | 71                    |            |            | Grecia                    | 72                        |           |         | 7 de julio           | 7 de julio           |  |  |                   |                   |
|  | China                | 73                   | Senegal       | 97    | Senegal               | 71                    | Letonia    | 68         | Grecia                    | 72                        |           |         |                      |                      |  |  |                   |                   |
|  | China                | 73                   | Senegal       | 97    |                       |                       | Letonia    | 68         |                           |                           |           |         |                      |                      |  |  |                   |                   |
|  | Senegal              | 90                   |               |       | Grecia                | 102                   |            |            | Argentina                 | 74                        |           |         |                      |                      |  |  |                   |                   |

#### Cuartos de final del 9.º–16.º lugar
| 5 de julio de 2019 | Letonia                                        | 87–84                                 | China                                 | Heraklion |  |
| 12:00              | Parciales: 24–23, 22–21, 19–20, 22–20          | Parciales: 24–23, 22–21, 19–20, 22–20 | Parciales: 24–23, 22–21, 19–20, 22–20 | |  |
|                    | Estadísticas Vēveris 29 Vēveris 8 Būmeisters 8 | Reporte Pts Reb Asts                  | Estadísticas Guo 25 Guo 9 Guo 12      | Pabellón: Heraklion University Sports Hall, Heraklion Árbitros: Jorge Vázquez Samir Abaakil Kingsley Ojeaburu |  |

| 5 de julio de 2019 | Nueva Zelanda                                             | 79–84                                 | Argentina                                                | Heraklion |  |
| 14:15              | Parciales: 14–24, 23–22, 26–17, 16–21                     | Parciales: 14–24, 23–22, 26–17, 16–21 | Parciales: 14–24, 23–22, 26–17, 16–21                    | |  |
|                    | Estadísticas Perrott-Hunt 26 Cameron, Darling 9 Cameron 7 | Reporte Pts Reb Asts                  | Estadísticas Bolmaro 21 Caffaro 12 Giordano, Farabello 7 | Pabellón: Heraklion University Sports Hall, Heraklion Árbitros: Matthew Kallio Carlos Andrés Peralta Nicolas Fernandes |  |

| 5 de julio de 2019 | Australia                                        | 82–60                                 | Filipinas                                             | Heraklion |  |
| 16:30              | Parciales: 23–11, 22–15, 20–18, 17–16            | Parciales: 23–11, 22–15, 20–18, 17–16 | Parciales: 23–11, 22–15, 20–18, 17–16                 | |  |
|                    | Estadísticas Froling 13 Dalton 8 three players 4 | Reporte Pts Reb Asts                  | Estadísticas Ildefonso 13 Sotto 12 Abadiano, Amsali 3 | Pabellón: Heraklion University Sports Hall, Heraklion Árbitros: Aleksandar Glišić Yevgeniy Mikheyev Kim Jong-kuk |  |

| 5 de julio de 2019 | Senegal                                                 | 97–102                                                  | Grecia                                                         | Heraklion |  |
| 18:45              | Parciales: 23–23, 19–26, 21–15, 22–21 (T.E.: 7–7, 5–10) | Parciales: 23–23, 19–26, 21–15, 22–21 (T.E.: 7–7, 5–10) | Parciales: 23–23, 19–26, 21–15, 22–21 (T.E.: 7–7, 5–10)        | |  |
|                    | Estadísticas B. Faye 34 B. Faye 19 Boissy 11            | Reporte Pts Reb Asts                                    | Estadísticas Arsenopoulos 35 Voulgaropoulos 10 Rogkavopoulos 7 | Pabellón: Heraklion University Sports Hall, Heraklion Árbitros: Krishna Domínguez Matthew Myers Sergiy Zashchuk |  |

#### Semifinales del 13.º–16.º lugar
| 6 de julio de 2019 | China                                      | 72–86                | Filipinas                                    | Heraklion |  |
|                    | Parciales: 18–21, 19–20, 20–31, 15–14      |                      |                                              | |  |
|                    | Estadísticas Guo 23 Ji, Jiang W. 7 Xu J. 8 | Reporte Pts Reb Asts | Estadísticas Ildefonso 21 Chiu 9 Ildefonso 7 | Pabellón: Heraklion University Sports Hall, Heraklion Árbitros: Matthew Myers (USA), Nicolas Fernandes (TAH), James Boyer (AUS) |  |

| 6 de julio de 2019 | Nueva Zelanda                                     | 87–71                | Senegal                                  | Heraklion |  |
|                    | Parciales: 22–22, 16–12, 21–22, 28–15             |                      |                                          | |  |
|                    | Estadísticas Cameron 19 Darling 13 Perrott-Hunt 7 | Reporte Pts Reb Asts | Estadísticas Badji 17 Badji 10 C. Faye 6 | Pabellón: Heraklion University Sports Hall, Heraklion Árbitros: Jorge Vázquez (PUR), Scott Beker (AUS), Kingsley Ojeaburu (NGA) |  |

#### Semifinales del 9 º–12.º lugar
| 6 de julio de 2019 | Letonia                                               | 80–94                | Australia                                      | Heraklion |  |
|                    | Parciales: 12–32, 25–17, 25–30, 18–15                 |                      |                                                | |  |
|                    | Estadísticas Kurucs 21 Mežulis 8 Būmeisters, Kurucs 6 | Reporte Pts Reb Asts | Estadísticas Ducas 20 cuatro jugadores 6 Lee 8 | Pabellón: Heraklion University Sports Hall, Heraklion Árbitros: Antonio Conde (ESP), Matthew Myers (USA), Markos Michaelides (SUI) |  |

| 6 de julio de 2019 | Argentina                                    | 66–72                | Grecia                                                             | Heraklion |  |
|                    | Parciales: 20–18, 15–19, 13–18, 18–17        |                      |                                                                    | |  |
|                    | Estadísticas Giordano 17 Caffaro 12 Marcos 5 | Reporte Pts Reb Asts | Estadísticas Arsenopoulos, Arnokouros 14 Sotiriou 8 Arsenopoulos 8 | Pabellón: Heraklion University Sports Hall, Heraklion Árbitros: Ferdinand Pascual (PHI), Ademir Zurapović (BIH), Kim Jong-kuk (KOR) |  |

#### Partido por el 15.º lugar
| 7 de julio de 2019 | China                                 | 73–90                | Senegal                                          | Heraklion |  |
|                    | Parciales: 14–22, 25–24, 18–19, 16–25 |                      |                                                  | |  |
|                    | Estadísticas Ji 19 Jiao 8 Xu K.       | Reporte Pts Reb Asts | Estadísticas Sylla 23 Sylla 14 Boissy, C. Faye 7 | Pabellón: Heraklion University Sports Hall, Heraklion Árbitros: Sergiy Zashchuk (UKR), Nicolas Fernandes (TAH), Kingsley Ojeaburu (NGA) |  |

#### Partido por el 13.eɽlugar
| 7 de julio de 2019 | Filipinas                                    | 70–76                | Nueva Zelanda                                                   | Heraklion |  |
|                    | Parciales: 15–20, 22–25, 21–14, 12–17        |                      |                                                                 | |  |
|                    | Estadísticas Tamayo 24 Tamayo 12 Ildefonso 5 | Reporte Pts Reb Asts | Estadísticas Cameron 21 Perrott-Hunt, Darling 8 three players 4 | Pabellón: Heraklion University Sports Hall, Heraklion Árbitros: Krishna Domínguez (MEX), Markos Michaelides (SUI), Samir Abaakil (MAR) |  |

#### Partido por el 11.º lugar
| 7 de julio de 2019 | Letonia                                                       | 68–74                | Argentina                                                | Heraklion |  |
|                    | Parciales: 13–18, 17–6, 18–22, 20–28                          |                      |                                                          | |  |
|                    | Estadísticas Kurucs, Vēveris 15 Kurucs, Vīksne 8 Šteinbergs 5 | Reporte Pts Reb Asts | Estadísticas Lugarini 13 Lugarini 8 Bolmaro, Farabello 4 | Pabellón: Heraklion University Sports Hall, Heraklion Árbitros: Georgios Poursanidis (GRE), Yevgeniy Mikheyev (KAZ), Carlos Peralta (ECU) |  |

#### Partido por el 9.º lugar
| 7 de julio de 2019 | Australia                                              | 71–52                | Grecia                                                       | Heraklion |  |
|                    | Parciales: 20–11, 13–11, 20–17, 18–13                  |                      |                                                              | |  |
|                    | Estadísticas MacDonald 16 Leaupepe 13 tres jugadores 3 | Reporte Pts Reb Asts | Estadísticas Chougkaz 12 Arnokouros, Sotiriou 4 Karampelas 3 | Pabellón: Heraklion Indoor Sports Arena, Heraklion Árbitros: Yohan Rosso (FRA), Matthew Kallio (CAN), Boris Krejič (SLO) |  |

## Clasificación final
| Pos.              | Equipo         | Récord |
| ----------------- | -------------- | ------ |
| Medalla de oro    | Estados Unidos | 7–0    |
| Medalla de plata  | Malí           | 5–2    |
| Medalla de bronce | Francia        | 5–2    |
| 4.º               | Lituania       | 3–4    |
| 5.º               | Rusia          | 5–2    |
| 6.º               | Puerto Rico    | 2–5    |
| 7.º               | Serbia         | 5–2    |
| 8.º               | Canadá         | 3–4    |
| 9.º               | Australia      | 5–2    |
| 10.º              | Grecia         | 3–4    |
| 11.º              | Argentina      | 5–2    |
| 12.º              | Letonia        | 1–6    |
| 13.º              | Nueva Zelanda  | 4–3    |
| 14.º              | Filipinas      | 1–6    |
| 15.º              | Senegal        | 1–6    |
| 16.º              | China          | 1–6    |